# Cameo
Il cameo (o cammeo) è la breve apparizione di un personaggio famoso in uno spettacolo teatrale o in un film.

## Etimologia
Deriva dall'inglesizzazione della parola cammeo, che, data la dimensione ridottissima dell'immagine che vi è incisa, per estensione è passata ad indicare la comparsa "in una pièce teatrale o in un film di un personaggio noto che non è un attore". In origine, negli anni '20, "ruolo cameo" significava "la piccola parte che si distingue dalle altre parti minori". In seguito "cameo" cominciò a riferirsi a qualsiasi breve apparizione, come personaggio, in un'opera teatrale o cinematografica. In genere sono considerate camei le apparizioni di interpreti non menzionati nei titoli di coda.

## Caratteristiche
Il cameo è spesso interpretato da un attore più prestigioso di quanto richiederebbe lo spessore del ruolo. In genere, ma non sempre, il personaggio interpreta sé stesso. Spesso la partecipazione è concessa dall'attore in segno di stima verso il regista o per rimarcare l'adesione a un particolare progetto portato avanti dall'opera. A volte il cameo è richiesto dal regista per sottolineare una certa continuità della sua opera con una precedente: ad esempio, in Starsky & Hutch del 2004 compaiono in un cameo finale i protagonisti oramai invecchiati della serie degli anni '70.
Una breve apparizione è considerata un cameo anche quando è fatta da una persona conosciuta per qualcosa di diverso dalla recitazione, come un cantante, un politico o un atleta.

## Esempi

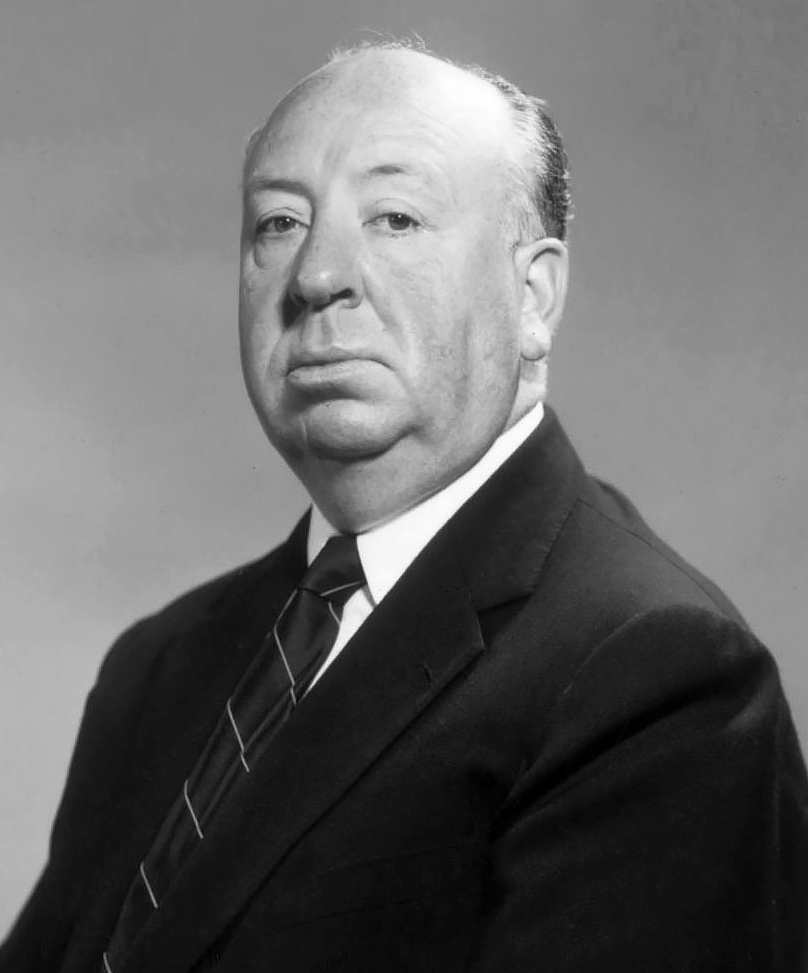
Alfred Hitchcock appare come cameo in quasi tutti i suoi film.

Un esempio famoso si ha nel film Il tassinaro di Alberto Sordi, in cui il protagonista si trova a trasportare il politico Giulio Andreotti e a scambiare con lui alcune battute sull'attualità. Nello stesso film vi sono brevi apparizioni di altri personaggi famosi come Federico Fellini o Silvana Pampanini.
Altri esempi sono alcuni calciatori e allenatori in L'allenatore nel pallone e L'allenatore nel pallone 2, Dario Argento barelliere in Amore all'ultimo morso di John Landis, vari personaggi famosi in The Big Bang Theory, Donald Trump in una scena del film Mamma, ho riperso l'aereo: arrivando al sontuoso albergo in cui alloggerà, il bambino protagonista chiede informazioni al futuro Presidente, all'epoca semplicemente proprietario della struttura.
Un insolito esempio di un non attore a cui è stato assegnato un piccolo ma parlante ruolo di fantasia si può trovare nell'episodio "Second Chances" di Star Trek: The Next Generation. Alla dottoressa Mae Jemison, prima astronauta donna nera nello spazio e fan di lunga data di Star Trek, è stato dato il ruolo di un membro dell'equipaggio; ha pronunciato alcune battute e diventò il primo astronauta vero a recitare in Star Trek. Nel film Apollo 13 James Lovell (il comandante reale di quel volo) e sua moglie Marilyn appaiono accanto agli attori che li interpretano (Tom Hanks e Kathleen Quinlan).

È noto il caso dello storico fumettista della Marvel Studios Stan Lee: in ogni suo film faceva un'apparizione che durava dai 5 ai 30 secondi. Dopo la sua morte, in alcuni film si è continuato ad aggiungere questi cameo con l'aiuto della CGI.

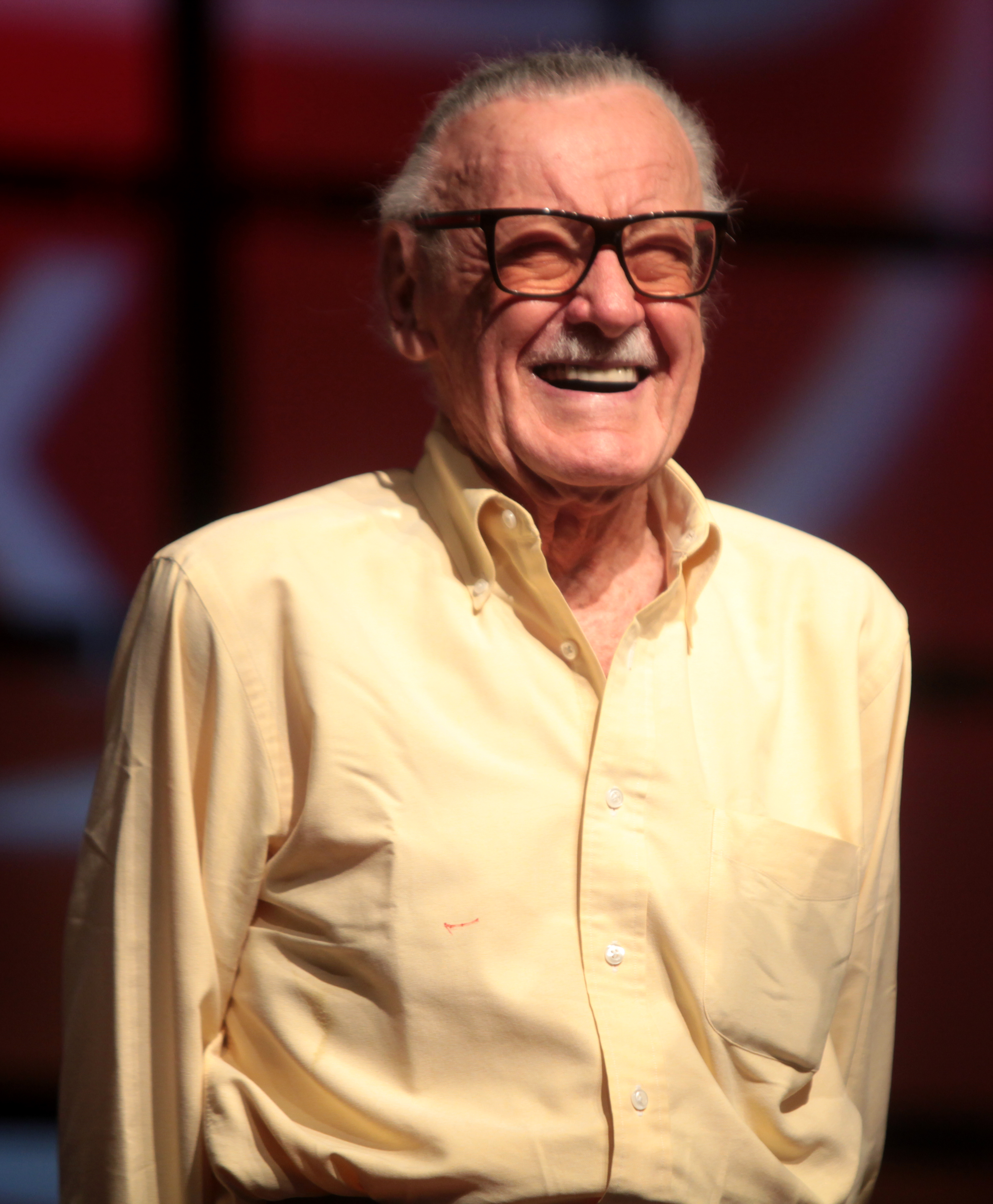
Il noto fumettista Stan Lee

Franco Nero, che ha interpretato Django nel film originale del 1966, appare in una scena del film di Tarantino Django Unchained nel ruolo di uno scommettitore sui combattimenti tra schiavi afro-americani.
Particolarmente famosi sono i propri camei che il regista Alfred Hitchcock inseriva nei suoi film. Altri registi comparsi nei film da loro diretti sono Lucio Fulci, Tinto Brass e Francesca Archibugi. Quentin Tarantino compare come cameo o in piccoli ruoli in molti dei suoi film. Vale lo stesso per Peter Jackson: ad esempio, interpreta un contadino che mangia una carota in Il Signore degli anelli - La compagnia dell'anello, un guerriero Rohan in Il Signore degli anelli - Le due torri e un nostromo corsaro in Il Signore degli anelli - Il ritorno del re.
Altri camei celebri sono quelli dello scrittore Stephen King.
Ci sono film che sono stati quasi costruiti sui camei. In Italia Ettore Scola fece recitare in C'eravamo tanto amati (1974) nella parte di sé stessi non solo i suoi amici e colleghi di vecchia data (Federico Fellini, Marcello Mastroianni e Mike Bongiorno), ma anche personaggi della vita notturna romana quali il trombettista Garibaldi e il venditore di accendini. La soluzione analoga si trova nel film Smoke di Wayne Wang del 1995.
Hideaki Anno compare in piccoli ruoli o camei in alcuni film della casa di produzione giapponese Grasshoppa! e in Sakuran. Nel suo film Cutie Honey appare in un cameo il fumettista Gō Nagai, alla guida di un'automobile sulla quale cade la protagonista.

## Altri usi
I camei si riscontrano anche nei romanzi e in altre opere letterarie; di solito è un personaggio presente in un'altra opera che fa una breve apparizione per definire un'ambientazione dell'universo condiviso. Vi fece ricorso Balzac in alcune sue opere, come la Comédie humaine. A volte un cameo presenta una persona storica che interagisce con i personaggi di fantasia in un romanzo storico, come quando Benjamin Franklin condivide una birra con Phillipe Charboneau in The Bastard di John Jakes.